# 技術教室 (テレビ番組)
『技術教室』（ぎじゅつきょうしつ）は、NHK教育テレビジョンで1980年6月27日から1985年3月30日まで放送された中学校技術家庭向け教育番組である。

## 放送時間
| 期間     | 放送時間                                       |
| -------- | ---------------------------------------------- |
| 1980年度 | 金曜日 15:00 - 15:20（「中学校特別シリーズ」） |
| 1981年度 | 木曜日 15:00 - 15:20（「中学校特別シリーズ」） |
| 1982年度 | 月曜日 15:00 - 15:20（「中学校特別シリーズ」） |
| 1983年度 | 火曜日 15:00 - 15:20（「中学校特別シリーズ」） |
| 1984年度 | 火曜日 15:00 - 15:20（「中学校特別シリーズ」） |
| 1985年度 | 金曜日 15:00 - 15:20（「中学校特別シリーズ」） |

## 放送リスト
| 初回放送日    | サブタイトル                      |
| ------------- | --------------------------------- |
| 1980年6月27日 | カムやリンクのはたらき            |
| 1980年7月4日  | エンジンの原理                    |
| 1980年7月11日 | エレクトロニクス                  |
| 1981年5月7日  | 機械のしくみ１                    |
| 1981年5月14日 | 機械のしくみ２                    |
| 1981年5月21日 | エンジンの原理                    |
| 1981年5月28日 | 電気回路                          |
| 1981年6月4日  | 家庭電気機器                      |
| 1981年6月4日  | 家庭電気機器                      |
| 1983年6月21日 | 木材加工１                        |
| 1983年6月28日 | 木材加工２                        |
| 1983年7月5日  | 金属加工１                        |
| 1983年7月12日 | 金属加工２                        |
| 1983年7月19日 | 設計のしかた                      |
| 1984年4月10日 | 石と土                            |
| 1984年4月17日 | 木材                              |
| 1984年4月24日 | 繊維                              |
| 1984年5月1日  | 材料のいろいろ 金属               |
| 1984年5月8日  | 材料のいろいろ 新しい材料         |
| 1984年6月19日 | エンジン 外燃機関・内燃機関       |
| 1984年6月26日 | エンジン ガソリンエンジンのしくみ |
| 1984年7月3日  | 補助装置のはたらき                |
| 1984年7月10日 | ディーゼルとロータリー            |

## 関連番組
- 中学校特別シリーズ